# Naruhito
Thiên hoàng Naruhito (德仁天皇 (Đức Nhân Thiên Hoàng) Naruhito tennō, sinh ngày 23 tháng 2 năm 1960) là đương kim Thiên hoàng Nhật Bản. Sau khi phụ hoàng Akihito thoái vị ngày 30 tháng 4 năm 2019 (năm Bình Thành thứ 31), ông lên ngôi Nhật hoàng vào ngày 1 tháng 5 năm 2019, đặt niên hiệu là Lệnh Hòa (令和    Reiwa) và đăng quang ngày 22 tháng 10 cùng năm. Ông là hoàng đế thứ 126 của hoàng triều lâu đời nhất lịch sử nhân loại. Ông là Thiên hoàng đầu tiên sinh ra sau Chiến tranh thế giới thứ hai.

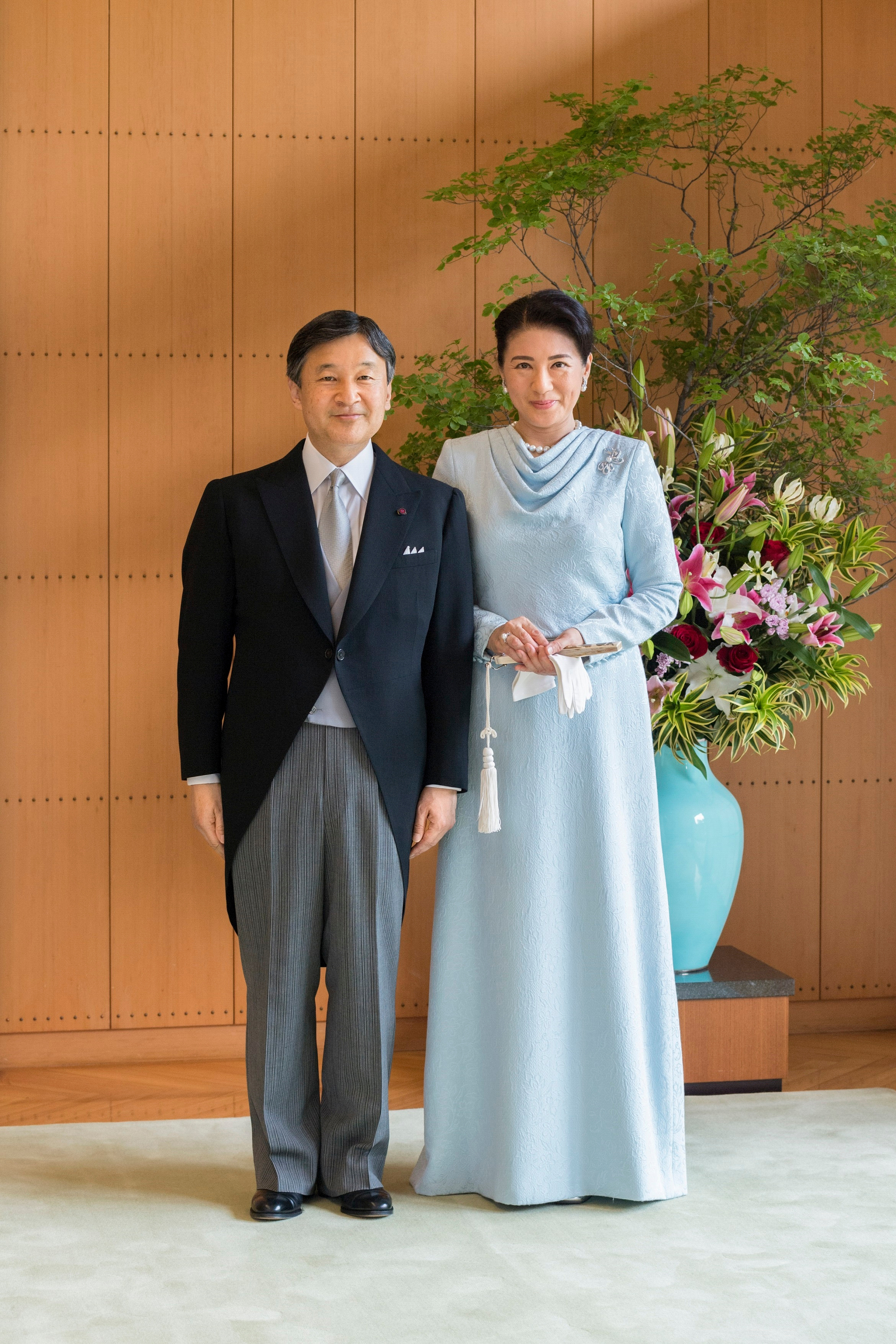
Thiên hoàng Naruhito và Hoàng hậu Masako

Naruhito sinh ra ở Tokyo dưới thời trị vì của ông nội Hirohito với tư cách là con cả của Thái tử Akihito và Thái tử phi Michiko. Thiên hoàng Hirohito qua đời vào tháng 1 năm 1989, lúc đó Akihito trở thành Thiên hoàng và Naruhito trở thành trữ quân. Naruhito chính thức được phong làm thái tử vào năm 1991. Ông theo học trường Gakushūin ở Tokyo và sau đó học lịch sử tại Đại học Gakushuin và tiếng Anh tại Merton College, Oxford. Vào tháng 6 năm 1993, ông kết hôn với nhà ngoại giao Owada Masako. Họ có một con gái: Aiko.
Tiếp tục sự tẩy chay của ông nội và cha mình đối với việc tôn vinh những tội phạm chiến tranh bị kết án, Naruhito chưa bao giờ đến thăm Đền Yasukuni. Ông quan tâm đến chính sách nước và bảo tồn nước và thích chơi viola. Naruhito là chủ tịch danh dự của Thế vận hội Mùa hè 2020 và Paralympics và là người ủng hộ Tổ chức Phong trào Hướng đạo Thế giới.

## Thời niên thiếu và giáo dục

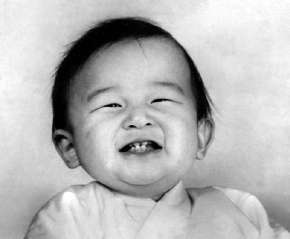
Naruhito khi còn là một đứa trẻ.

Hoàng thái tôn Naruhito sinh lúc 4 giờ 15 phút chiều ngày 23 tháng 2 năm 1960 tại Bệnh viện Cung nội sảnh trong Hoàng cư ở Tokyo, là con trai cả của Hoàng thái tử Akihito và Thái tử phi Michiko, trước khi đăng quang Naruhito mang tước vị Thân vương với cung hiệu là Hiro-no-miya (浩宮 (Hạo Cung)). Năm 1989, Hoàng thái tử Akihito nối ngôi sau khi Thiên hoàng Chiêu Hoà băng hà và ông được phong Hoàng thái tử ngày 23 tháng 2 năm 1991.
Ông tốt nghiệp cử nhân và thạc sĩ lịch sử ở Đại học Gakushuin lần lượt vào các năm 1982 và 1988. Giai đoạn 1983 - 1985, ông du học ở Vương quốc Anh tại Cao đẳng Merton, Oxford.
Thái tử Naruhito có thể chơi viola và hay đi bộ, leo núi trong thời gian rảnh. Ông đã viết nhiều bài báo và một hồi ký trong thời gian ở Oxford, The Thames And I: A Memoir Of Two Years At Oxford (ISBN 1-905246-06-4).

## Lên ngôi
Ngày 8 tháng 8 năm 2016, trong bài phát biểu phát sóng truyền hình quốc gia, Thiên hoàng Akihito đã tỏ ý định rõ ràng về việc thoái vị vì tuổi cao sức yếu.
Ngày 1 tháng 4 năm 2019, Chánh văn phòng nội các Nhật Bản Suga Yoshihide tuyên bố niên hiệu mới của nước Nhật là Lệnh Hòa (令和 Reiwa) đánh dấu một trong những bước chuẩn bị cuối cùng cho lễ đăng vị đầu tiên sau ba thập niên.
Niên hiệu Lệnh Hòa bắt đầu tính từ ngày 1 tháng 5 năm 2019, ngày thái tử Naruhito kế ngôi sau khi Thiên hoàng Akihito thoái vị vào 30 tháng 4 năm 2019. Lễ đăng vị chính thức diễn ra vào ngày 22 tháng 10 năm 2019, với sự tham dự của đông đảo quan khách quốc tế.
Niên hiệu mới được đề cử bởi một hồi đồng chín thành viên gồm các vị học giả, doanh nhân, quan viên được nội các lựa chọn. Niên hiệu Lệnh Hòa được trích ý từ một bài Hòa ca trong Vạn Diệp tập, quyển thứ năm, làm năm Thiên Bình thứ hai (730 CN), nguyên văn Hán văn:
"于時，初春令月，氣淑風和。梅披鏡前之粉，蘭薰珮後之香"
(phiên âm: Vu thì, sơ xuân lệnh nguyệt, khí thục phong hoà. Mai phi kính tiền chi phấn, lan huân bội hậu chi hương. Dịch nghĩa: Bây giờ, đầu xuân trăng đẹp, trời trong gió nhẹ, mai kia vươn mình khoe sắc, lan càng bội hậu ngát hương.).
Đây là lần đầu tiên niên hiệu Nhật Bản được trích chữ từ một tập sách bản địa thay vì dùng kinh sách Trung Quốc những đời trước.
Năm Lệnh Hòa thứ nhất đánh dấu sự kết thúc của niên hiệu Bình Thành (平成/Heisei) kéo dài 30 năm, bắt đầu từ 8 tháng 1 năm 1989. Đây sẽ là triều đại thứ 248 trong lịch sử Nhật Bản.
Niên hiệu Lệnh Hòa là một ngoại lệ, bởi niên hiệu của tân đế được công bố trong khi Tiên hoàng vẫn còn tại vị. Nguyên do là Thượng hoàng Akihito tuổi cao sức yếu nên từ năm 2016 đã tỏ ý muốn thoái vị nhường ngôi, và được Quốc hội thông qua luật cho phép Thượng hoàng thoái vị vào năm 2019 vào năm 2017.
Vào ngày 22 tháng 10 năm 2019, Thiên hoàng Naruhito chính thức đăng quang, trở thành Đức kim thượng. Từ đó, ông cùng Hoàng hậu Masako được gọi là Lưỡng bệ hạ.

## Thiên hoàng của Nhật Bản
Lưỡng bệ hạ luôn được dân chúng quý mến và chào đón tại bất cứ nơi đâu họ xuất hiện bởi sự thân thiện, gần gũi của họ, giống như những người tiền nhiệm là Thượng hoàng và Thượng hoàng hậu.
Ngày 27 tháng 5 năm 2019, sau khi lên ngôi, Thiên Hoàng và Hoàng hậu đã có cuộc hội kiến với Tổng thống Donald Trump và mở quốc yến chiêu đãi họ. Vợ chồng Nhà vua sử dụng tiếng Anh lưu loát với vợ chồng Tổng thống Trump mà không cần phiên dịch, và giúp phiên dịch cho họ để trao đổi với các quan chức. Hoàng hậu Masako nổi bật trong buổi quốc yến, và công chúng Nhật ngạc nhiên khi thấy bà nói tiếng Anh trôi chảy, làm công chúng rất phấn khích, họ hy vọng bà có thể tận dụng sự nghiệp ngoại giao trong thời gian làm Hoàng hậu. Ông Trump là nguyên thủ quốc gia đầu tiên được vợ chồng Thiên Hoàng đón tiếp sau lễ đăng quang.
Ngày 26 tháng 12 năm 2019, Thiên Hoàng Naruhito cùng Hoàng hậu Masako đi thăm hai tỉnh Miyagi và Fukushima, những nơi bị thiệt hại bởi bão Hagibis.
Ngày 16 tháng 9 năm 2020, ông chính thức bổ nhiệm Chánh văn phòng Nội các Suga Yoshihide (theo chỉ định của Quốc hội) làm Thủ tướng. Suga là Thủ tướng đầu tiên được bổ nhiệm trong thời kỳ Reiwa.

### Tấn phong Hoàng tự và vấn đề kế vị
Ngày 5 tháng 11 năm 2020, tại Cung điện Hoàng gia Tokyo, Thiên Hoàng Naruhito tham gia Chokushi-Hakken-no-Gi, buổi lễ đầu tiên trong chuỗi sự kiện thuộc Lễ tấn phong Hoàng tự cho em trai ông, Fumihito. Buổi lễ chính với việc tuyên cáo chính thức lập Thân vương Fumihito làm Hoàng tự (Rikkoshi-Senmei-no-gi) đã diễn ra vào ngày 8 tháng 11. Ngoài trừ Thiên hoàng, Hoàng hậu, Hoàng tự và Hoàng tự phi, các thành viên hoàng thất và 49 quan chức được tham dự đều đeo khẩu trang.
Mặc dù dân chúng ủng hộ việc có Nữ thiên hoàng kế vị (ở đây là Nội thân vương Aiko con gái đương kim Thiên hoàng và Hoàng hậu), nhưng luật kế vị hiện nay chỉ cho phép hoàng nam kế vị. Chính phủ Nhật Bản dường như vẫn bảo lưu quan niệm của họ về việc Thiên Hoàng phải là nam giới, và một số nghị sĩ bảo thủ có ý định khôi phục địa vị Hoàng gia của các nhánh hoàng thất xa đã bị phế sau năm 1947.

### Các hoạt động liên quan đến dịch COVID-19
Do dịch COVID-19 hoành hành nên các sự kiện đông người hay ở ngoài trời bị huỷ bỏ hay hoãn lại nhưng Lưỡng bệ hạ vẫn duy trì các cuộc tiếp xúc với một số quan chức ngay tại cung điện Akasaka để nghe họ trình bày về tác hại của dịch bệnh lên các vấn đề của đất nước và những việc họ làm để ứng phó với dịch bệnh. Đương kim Thiên Hoàng và Hoàng hậu rất quan tâm đến tình hình đất nước trong mùa dịch. Trong các cuộc gặp, tất cả những người tham gia đều đeo khẩu trang, giữ khoảng cách giữa Lưỡng bệ hạ với những khách mời, với số lượng hạn chế quan chức được mời, Trong các cuộc gặp đó, cặp đôi hoàng gia bày tỏ mong muốn dịch bệnh sẽ sớm được kiểm soát.
Tháng 4 năm 2020, Thiên Hoàng Naruhito và Hoàng hậu Masako đã mời các chuyên gia y tế chuyên về các bệnh truyền nhiễm, trong đó có Phó chủ tịch Hội đồng chuyên gia tư vấn cho chính phủ về coronavirus là Omi Shigeru, đến Tokyo để nghe họ trình bày cách họ kiểm soát dịch bệnh. Trong cuộc gặp, Thiên Hoàng bày tỏ niềm hy vọng của ông rằng dịch bệnh sẽ được ngăn chặn, và đất nước sẽ vượt qua những khó khăn đang phải đối mặt bằng sự nỗ lực chung của tất cả mọi người.
Ngày 2 tháng 5, Nhà vua Nhật Bản bày tỏ lòng biết ơn với những nhân viên y tế trong hàng tuyến đầu chống lại dịch COVID-19. Ngày 20 cùng tháng, Lưỡng bệ hạ gặp mặt Chủ tịch Hội Chữ thập đỏ Nhật Bản Otsuka Yoshiharu cùng những nhân viên y tế khác tại cung điện Akasaka để để tìm hiểu về những gì thực sự đang diễn ra ở tiền tuyến trong trận chiến chống virus corona. Cặp đôi hoàng gia đã gửi lời cảm ơn đến các nhân viên y tế vì sự cống hiến của họ trong cuộc chiến chống lại loại coronavirus. Nhật hoàng cũng đề cập đến tình trạng thiếu hụt nguồn cung hàng hóa y tế và những định kiến tiêu cực của một bộ phận nhân dân đối với nhân viên y tế, cũng như mong muốn họ sẽ lưu ý đến sức khoẻ của họ nhiều hơn để làm tốt công tác y tế. Trong cuộc họp, Hoàng hậu cũng bày tỏ mong muốn Hội sẽ thực hiện các nhiệm vụ quan trọng của họ một cách an toàn để có thể tiếp tục chăm sóc và giúp đỡ nhân dân.
Ngày 23 tháng 6, Thiên Hoàng và Hoàng hậu dự cuộc họp báo của về tác động của đại dịch đối với những nhân viên chăm sóc sức khoẻ và việc chăm sóc người cao tuổi vào ngày 23 tháng 6 năm 2020 tại cung điện Akasaka.
Ngày 3 tháng 7, tại Cung điện Akasaka, Lưỡng bệ hạ lắng nghe thông báo vắn tắt về tác động của dịch Corona lên những người khuyết tật. Trong tháng này, họ cũng đă lắng nghe các báo cáo tóm lược về cộng tác hỗ trợ người nghèo và trẻ em trong mùa dịch. Cặp đôi hoàng gia đã quyên góp 50 triệu yên cho các dự án giúp đỡ trẻ em nghèo đói trong cả nước.
Ngày 11 tháng 8, họ có cuộc họp với Izumi Nakamitsu, Phó Tổng thư ký về giải trừ quân bị của Liên hợp quốc. Vào ngày 20 cùng tháng, cặp đôi hoàng gia tham dự một hội nghị quốc tế trực tuyến về phòng chống thủy tai.
Ngày 15 cùng tháng, Thiên hoàng và Hoàng hậu tham gia Lễ kỷ niệm kết thúc Thế chiến II với chỉ 540 người tham dự. Nhật hoàng Naruhito và Hoàng hậu Masako đeo mặt nạ và quốc ca chỉ được biểu diễn bằng nhạc cụ, không có phần hát thông thường. Trong buổi lễ, ông phát biểu: "Nhìn lại giai đoạn hòa bình lâu dài sau chiến tranh, nghĩ về quá khứ của chúng ta với sự ăn năn sâu sắc trong lòng, tôi thực lòng hy vọng rằng sự tàn phá của chiến tranh sẽ không bao giờ lặp lại lần nữa"  với nỗi tiếc thương cho những người đã chết, những biểu hiện đau buồn cho những thành viên gia đình còn sống của họ. Nhà vua cũng đã đề cập đến vấn đề sức khỏe đang diễn ra trong buổi tưởng niệm, với một thông điệp ấm áp và mạnh mẽ đã được ông khéo léo đưa vào bài diễn văn tưởng niệm những người ngã xuống trong cuộc chiến. Ông phát biểu: "Trong khi chúng ta hiện đang đối mặt với những khó khăn chưa từng có do sự lây lan của bệnh coronavirus,... Tôi chân thành hy vọng rằng tất cả chúng ta cùng nhau chung tay vượt qua hoàn cảnh khó khăn này và tiếp tục mưu cầu hạnh phúc của nhân dân và hòa bình thế giới." 
Ngày 1 tháng 10, Lưỡng bệ hạ có cuộc họp với các quan chức và hiệu trưởng ngành giáo dục tại cung điện Akasaka để lắng nghe họ trình bày về tác hại của dịch COVID-19 lên các trường học, và cách họ giải quyết khó khăn trong mùa dịch. Cặp đôi hoàng gia đã bày tỏ sự quan tâm và lo lắng của họ với các nhân viên, quan chức ngành giáo dục. Trong cuộc gặp, Hoàng hậu cũng hỏi thăm về tình hình của các em học sinh trong các gia đình hiện nay, và thể hiện sự lo ngại của bà với sự gia tăng số lượng trẻ em bị lạm dụng. Vào ngày 9 cùng tháng, vợ chồng Thiên hoàng mời Thống đốc Ngân hàng Nhật Bản Kuroda Haruhiko đến nói về tác động của sự lây lan virus Corona lên nền tài chính và kinh tế Nhật Bản và hỏi thăm về tác động của đại dịch lên cách doanh nghiệp vừa và nhỏ, cũng như ngành công nghiệp tại các địa phương. Đến ngày 21, Lưỡng bệ hạ đã mời bốn quan chức quản lý các trung tâm chăm sóc trẻ sơ sinh và mồ côi để nghe họ nói về những phương án của họ trong việc đối phó với dịch Corona, bao gồm cả tình trạng xâm hại và lạm dụng trẻ em trong mùa dịch, và bày tỏ lòng cảm ơn sâu sắc dành cho các nhân viên làm việc tại những trung tâm chăm sóc trẻ em trong cả nước.
Ngày 18 tháng 11, Thiên Hoàng và Hoàng hậu đã có cuộc họp trực tuyến với các nhân viên y tế đang chống lại dịch coronavirus. Lưỡng bệ hạ đã nói chuyện với từng người một, và động viên họ vượt qua những khó khăn một cách trọng thị. Những nhân viên y tế này làm việc tại các bệnh viện của Hội Chữ Thập Đỏ Nhật Bản tại Tokyo, Hokkaido và Okinawa. Đây là lần đầu tiên cặp đôi Hoàng gia nói chuyện trực tuyến với các nhân viên y tế tham gia điều trị bệnh nhân covonavirus. Dự kiến thời gian tới cặp đôi hoàng gia sẽ liên lạc trực tuyến với các nhân viên y tế.

### Chuyến thăm quốc tế
Chuyến đi nước ngoài đầu tiên của Naruhito và Masako với tư cách là hoàng đế và hoàng hậu diễn ra vào tháng 9 năm 2022, tới Anh để tham dự quốc tang của Nữ hoàng Elizabeth II. Họ đã đến thăm Indonesia vào tháng 6 năm 2023, chuyến thăm cấp nhà nước đầu tiên của họ.
Vào tháng 2 năm 2024, Naruhito đánh dấu sinh nhật lần thứ 64 của mình bằng thông điệp thương tiếc các nạn nhân của Trận động đất Noto và bày tỏ mong muốn được đến thăm những khu vực bị ảnh hưởng. Trước đó ông đã nhận được lời chia buồn dành cho các nạn nhân từ Vua Charles III của Anh vào đầu tháng Giêng. Naruhito và Hoàng hậu Masako đã đến thăm Wajima và Suzu, hai thành phố bị động đất ở Bán đảo Noto vào ngày 22 tháng 3. Cặp đôi sau đó đã đến thăm một trung tâm sơ tán ở Anamizu vào ngày 12 tháng 4.
Vào tháng 4 năm 2024, Cơ quan hộ gia đình Hoàng gia đã ra mắt một tài khoản trên Instagram dành cho Hoàng gia, tài khoản này đã nhận được 300.000 người theo dõi vào cuối thời điểm ra mắt trên nền tảng này. Tài khoản này được cho là được ra mắt để 'tiếp cận' thế hệ trẻ Nhật Bản.